# Chiesa di Sant'Anna al Trivio
La chiesa di Sant'Anna al Trivio è una chiesa monumentale di Napoli, locata in zona Vicaria e precisamente in via Del Trivio. Il tempio in questione è una pregevole testimonianza architettonica in stile neoclassico, nonostante sia semi-sconosciuto.

## Storia
La denominazione al trivio, non indica un incrocio di strade, ma sta ad indicare, a mo' di sfottò, il soprannome "del Trecco", attribuito al maresciallo francese Odet de Foix, visconte di Lautrec. Il popolo amò prenderlo in giro in questo modo, soprattutto per esorcizzare la paura del 1528, in cui il maresciallo minacciò seriamente Napoli, cingendola d'assedio e mettendo a dura prova le sue mura.
La chiesa costruita in questo sito, acquisirà questa denominazione solo nel 1864, ergo, nell'anno della sua inaugurazione.
L'edificio di culto fu costruito dall'architetto Filippo Botta, il quale, al suo interno, reimpiegò anche un sarcofago cinquecentesco, per la defunta moglie Fortunata Vecchione: tutt'oggi, si può ammirare la pregevole struttura sulla quale, inoltre, vi è il ritratto scultoreo della donna.
Filippo Botta, come già accennato, fu un valente architetto ottocentesco attivo a Napoli e nei suoi dintorni. Molto apprezzato dai suoi contemporanei, si distinse per la sua originalità costruttiva che consisteva, seppur involontariamente, nel non rispettare mai i primitivi progetti elaborati: dando vita a veri e propri "capolavori improvvisati".
Tuttavia, diede relativamente pochi contributi al panorama edilizio cittadino. Egli preferì abbandonare la città, poiché non riuscì mai a sopportare che Napoli fosse entrata a far parte della neonata Unità d'Italia, rimpiangendo la  nazione borbonica.

## Opere ed architettura
La chiesa di Sant'Anna al Trivio fu l'ultima sua opera; puramente eclettica e caratterizzata da un "discorso" plastico-spaziale, amò definirla "eretta di pianta" (ovvero progettata e realizzata ex novo, per conto del committente Davide Palomba).
Con un'impostazione architettonica a schema centrale, il movimento spaziale è avvertito soprattutto nella zona della crociera e si amplifica per via di forme concave di due cappelloni e del vano absidale; quest'ultimo, caratterizzato da uno scalone, è sovrastato da una cupola semisferica.
La chiesa custodiva due dipinti di Luca Giordano (Il Battesimo di Sant'Agostino e la Visione di Sant'Agostino),  attualmente esposti nel Museo Diocesano.